# 鳥越村
鳥越村（とりごえむら）は、石川県の南に位置した村。一向一揆まつりで知られた。金沢市への通勤率は13.1%（平成12年国勢調査）。
2005年2月1日に、野々市町を除く石川郡を構成する町村及び、松任市と合併し、白山市になった。

## 地理

### 自然地理
- 山
  - 大倉岳
- 河川
  - 手取川
  - 大日川
- 湖沼・ダム
  - 大日湖（大日川ダム）

### 隣接していた自治体
- 石川県
  - 石川郡 ： 鶴来町 - 河内村 - 吉野谷村 - 尾口村
  - 小松市

## 歴史
手取川本流および支流大日川の河岸段丘上に合わせて29の集落があり、町村制実施まではそれぞれが独立した村であった。その後鳥越村成立まで複雑な離散集合をくり返した。
- 手取川本流筋

・広瀬 ・瀬木野 ・河合 ・下野（しもの） ・上野（かみの） ・釜清水
・下吉谷 ・上吉谷 ・西佐良（にしさら） ・三ッ屋野 ・河原山 ・仏師ヶ野（ぶしがの）
- 大日川本流筋

・若原 ・三坂（みさか） ・出合　・別宮（べっく） ・別宮出 ・杉森 ・神子清水（みこしみず）
・渡津（わたづ） ・左礫（ひだりつぶて） ・三ッ瀬 ・数瀬 ・阿手
- 支流　堂川筋

・相滝 ・野地 ・柳原 ・五十谷

### 沿革
- 1907年8月5日　能美郡別宮村、河野村及び吉原村が合併して、能美郡鳥越村が発足する。当時の人口は約6,800人。
- 1916年　役場庁舎落成。
- 1949年6月1日　鳥越村、白峰村及び尾口村が郡を石川郡に変更する。当時の人口は約5,800人。
  - 当時は手取川を境に東側を石川郡、西側を能美郡としていた。さらに鳥越の人々は歴史的に小松との交流が深かった。渓谷が深い手取川を渡るより、山を越えて小松へ抜けるほうが容易だったためである。しかし、1927年に金名鉄道が全線開通し鶴来へのアクセスが容易になったことで、鶴来との交流が盛んになる半面小松との関係は薄くなったため、石川郡への変更が妥当として変更の陳情がなされたのである。
- 2005年1月16日　白山市への合併に向け、閉村式が行われた。

## 行政

### 村長
| 代 | 人                        | 氏名         | 就任                       | 退任                       | 備考     |
| -- | ------------------------- | ------------ | -------------------------- | -------------------------- | -------- |
| 1  | 1                         | 橋本我何人   | 1907年（明治40年）10月31日 | 1909年（明治42年）3月25日  |          |
| 2  | 2                         | 加葉田甚四郎 | 1909年（明治42年）5月4日   | 1913年（大正2年）5月4日    |          |
| 3  |                           | 橋本我何人   | 1913年（大正2年）5月16日   | 1914年（大正3年）5月8日    |          |
| 4  | 3                         | 石倉敏英     | 1914年（大正3年）6月22日   | 1918年（大正7年）6月21日   |          |
| 5  | 4                         | 北村音麿     | 1918年（大正7年）7月20日   | 1921年（大正10年）9月12日  |          |
| 6  |                           | 橋本我何人   | 1921年（大正10年）11月19日 | 1925年（大正14年）4月22日  |          |
| 7  | 1925年（大正14年）4月28日 | 橋本我何人   | 1925年（大正14年）11月30日 |                            |          |
| 8  | 5                         | 西口次三郎   | 1925年（大正14年）12月19日 | 1927年（昭和2年）3月18日   |          |
| 9  |                           | 石倉敏英     | 1927年（昭和2年）4月4日    | 1931年（昭和6年）4月3日    |          |
| 10 |                           | 橋本我何人   | 1931年（昭和6年）4月9日    | 1935年（昭和10年）4月8日   |          |
| 11 | 1935年（昭和10年）4月     | 橋本我何人   | 1936年（昭和11年）4月29日  |                            |          |
| 12 | 6                         | 中村和吉     | 1936年（昭和11年）6月20日  | 1940年（昭和15年）6月19日  |          |
| 13 |                           | 石倉敏英     | 1940年（昭和15年）6月26日  | 1944年（昭和19年）6月25日  |          |
| 14 | 7                         | 端保義一     | 1944年（昭和19年）7月4日   | 1946年（昭和21年）11月25日 |          |
|    |                           | 川上正孝     | 1946年（昭和21年）11月26日 | 1947年（昭和22年）2月17日  | 村長代理 |
| 15 | 8                         | 大岩藤麿     | 1947年（昭和22年）2月18日  | 1947年（昭和22年）4月4日   |          |
| 16 | 8                         | 大岩藤麿     | 1947年（昭和22年）4月5日   | 1951年（昭和26年）4月4日   |          |
| 17 | 9                         | 春木盛列     | 1951年（昭和26年）4月23日  | 1955年（昭和30年）4月22日  |          |
| 18 |                           | 大岩藤麿     | 1955年（昭和30年）4月30日  | 1959年（昭和34年）4月29日  |          |
| 19 |                           | 春木盛列     | 1959年（昭和34年）4月30日  | 1963年（昭和38年）4月29日  |          |
| 20 | 1963年（昭和38年）4月30日 | 春木盛列     | 1967年（昭和42年）4月29日  |                            |          |
| 21 | 10                        | 中川石雄     | 1967年（昭和42年）4月30日  | 1971年（昭和46年）3月29日  |          |
| 22 | 11                        | 西口次与門   | 1971年（昭和46年）4月25日  | 1975年（昭和50年）4月24日  |          |
| 23 | 11                        | 西口次与門   | 1975年（昭和50年）4月27日  | 1979年（昭和54年）4月26日  |          |
| 24 | 12                        | 山岸秀雄     | 1979年（昭和54年）4月27日  | 1983年（昭和58年）4月26日  |          |
| 25 | 12                        | 山岸秀雄     | 1983年（昭和58年）4月27日  | 1987年（昭和62年）4月26日  |          |
| 26 | 13                        | 橋浦久二     | 1987年（昭和62年）4月27日  | 1991年（平成3年）4月26日   |          |
| 27 | 14                        | 板倉武雄     | 1991年（平成3年）4月27日   | 1995年（平成7年）4月26日   |          |
| 28 | 14                        | 板倉武雄     | 1995年（平成7年）4月27日   | 1999年（平成11年）4月26日  |          |
| 29 | 14                        | 板倉武雄     | 1999年（平成11年）4月27日  | 2003年（平成15年）4月26日  |          |
| 30 | 14                        | 板倉武雄     | 2003年（平成15年）4月27日  | 2005年（平成11年）1月31日  |          |

- 村長 - 板倉 武雄（いたくら・たけお）

## 姉妹都市・提携都市

### 国内
- 南有馬町（長崎県南高来郡）
  - 1993年友好町提携

## 地域

### 公共機関

#### 警察
石川県警察鶴来警察署が管轄する。
- 鳥越駐在所

#### 消防
松任石川広域事務組合消防本部が管轄する。
なお、村内に消防署はない。

#### 上水道
全域を鳥越村が供給する。
- 鳥越村簡易水道

#### 下水道
鳥越村単独の公共下水道である。
- 鳥越村公共下水道
  - 中部終末処理場
  - 吉原終末処理場

#### ゴミ処理
松任石川広域事務組合が、松任市の松任石川環境クリーンセンターで処理する。

#### 電話
金沢市の西日本電信電話（NTT西日本）金沢支店が管轄する。市外局番は村内全域が076である。

#### 郵便
- 別宮郵便局 - 〒920

鳥越簡易郵便局が存在したが2014年4月1日に一時閉鎖となっている。村内に集配を行う局はない。

#### 税務
松任市の金沢国税局松任税務署が管轄する。

### 学校教育

#### 中学校
- 鳥越村立（1校）
  - 鳥越中学校

#### 小学校
- 鳥越村立（1校）
  - 鳥越小学校

### 社会教育

#### 博物館・美術館等
- 鳥越村一向一揆歴史館
- 鳥越村農村文化伝承館

#### 体育施設
- バードハミング鳥越
- 鳥越村野球場
- 鳥越村武道館

## 交通

### 鉄道
現在、村内に鉄道は通っていないが、かつては北陸鉄道金名線が村内を縦貫するように走っていた。廃線跡は近年サイクリングロード（手取キャニオンロード）として整備されている。

### 道路
- 一般国道
  - 国道360号
- 主要地方道
  - 石川県道44号小松鳥越鶴来線
- 一般県道
  - 石川県道109号阿手尾小屋線
  - 石川県道167号布橋出合線
  - 石川県道178号木滑釜清水線
  - 石川県道180号河合江津線
  - 石川県道302号手取川自転車道線 （手取キャニオンロード）
- 道の駅
  - 一向一揆の里

### バス
- 加賀白山バス（北陸鉄道グループ）
- 小松バス

#### コミュニティバス
- 鳥越村コミュニティバス

## 観光

### 祭り・イベント
- 大日川清流フェスティバル（7月）
- 一向一揆まつり （8月）
- 新そばまつり （11月）

### 名所・旧跡
- 史跡（国指定）
  - 鳥越城跡
  - 二曲城（ふとげじょう）跡
    - 以上は「鳥越城跡 附 二曲城跡」の名称で指定。
- 手取峡谷
- 綿ヶ滝
- 名水百選 弘法池

### 保養・休憩施設
- 綿ヶ滝憩いの森

#### スキー場
- 鳥越大日スポーツランド（旧称・鳥越高原大日スキー場）

#### 道の駅
- 道の駅一向一揆の里 （一向一揆歴史館に併設）